# Torneo Apertura 2021 (Panamá)
El Torneo Apertura 2021, oficialmente llamado por motivo de patrocinio Liga LPF Tigo Apertura 2021, fue la quincuagésima cuarta edición de la máxima división panameña, desde su creación en 1988. Fue el inicio de la temporada 2021. 
Un total de 12 equipos participaron en la competición, incluyendo 10 equipos de la temporada anterior y 2 ascendidos con el proyecto de expansión de la liga. 
Su inicio se tenía contemplado para el 30 de enero, pero debido a las nuevas medidas que anunció el gobierno de Panamá, su inicio se vio retrasado al 18 de febrero de 2021.
El Campeón del torneo fue el C. D. Plaza Amador luego de vencer 2-1 al C. D. Universitario y con ello se clasificó automáticamente a la Liga Concacaf 2021.

## Novedades
- A partir de esta temporada se aumentó la cantidad de equipos de 10 a 12 clubes.
- El Herrera FC y Veraguas CD son las nuevas franquicias pertenecientes a la LPF.
- Se implementó el formato de conferencias (Este y Oeste).

## Sistema de competición
El torneo de la Liga Tigo Apertura 2021, está conformado en dos partes:
- Fase de clasificación: Se integra por dos conferencias por las 16 jornadas del torneo.
- Fase final: Se integra por los partidos de play-offs, semifinal y final.

### Fase de clasificación
En la fase de clasificación se observó el sistema de puntos. La ubicación en la tabla general está sujeta a lo siguiente:
- Por juego ganado se obtendrán tres puntos.
- Por juego empatado se obtendrá un punto.
- Por juego perdido no se otorgan puntos.

En esta fase participan los 12 clubes de la LPF jugando en dos grupos llamados conferencias durante las 16 jornadas respectivas.

### Fase final
Los seis clubes mejor ubicados en la tabla de posiciones clasifican a la fase eliminatoria. Los dos primeros tienen derecho a jugar semifinales directamente y a cerrar la serie como local, mientras que los otros cuatro jugarán a partido único un play-offs, en caso de un empate en los encuentros se disputaran tiempos extras, dos tiempos de 15 minutos cada uno, de persistir el resultado el partido se definirá desde la tanda de los penales. 
La primera etapa se desarrolla de la siguiente manera (Play-Offs):
La segunda etapa de la fase final, consiste en unas semifinales que se jugarán a partido único, en caso de que la igualdad persista, se procederá a jugar tiempos extras y finalmente penales. Las semifinales se desarrollarán de la siguiente manera:
En la Final del torneo se reubicarán los clubes de acuerdo a su posición en la tabla, para determinar el conjunto local y visitante en el juego, respectivamente, para este torneo la final será a partido único y se jugará en el Estadio Universitario, en caso de que la igualdad persista, se procederá a jugar tiempos extras y finalmente penales.
Las parejas establecidas por la Liga Panameña de Fútbol para la fecha de clásicos son los siguientes:
- CD Plaza Amador vs. Tauro FC (Clásico Nacional)
- CD Árabe Unido vs. San Francisco FC (Clásico de la Rivalidad)
- Alianza FC vs. CD Plaza Amador (Clásico Viejo)
- Atlético Independiente vs. San Francisco FC (Derbi Chorrerano)
- CD Plaza Amador vs. San Francisco FC (Clásico Roji-Azul)
- San Francisco FC vs. Tauro FC (Clásico Joven)
- CD Árabe Unido vs. Tauro FC (Super Clásico)
- Costa del Este FC vs. Tauro FC (Derbi del Este)
- Atlético Chiriqui vs. Veraguas CD (Derbi de Fronteras)
- Atlético Chiriquí vs. CD Universitario (Nuevo Clásico Interiorano)
- CD Plaza Amador vs. CD Árabe Unido
- Herrera FC vs. Veraguas CD (Clásico de la Península)

## Información de los equipos
Un total de 12 equipos disputarán el Torneo Apertura 2021:
| Equipo             | Entrenador        | Ciudad                    | Estadio                   | Capacidad | Fundación      | Patrocinador                        | Uniforme |
| ------------------ | ----------------- | ------------------------- | ------------------------- | --------- | -------------- | ----------------------------------- | -------- |
| Alianza            | Jair Palacios     | Juan Díaz, Panamá         | Javier Cruz (*)           | 32 000    | 1963 (62 años) | Clinilab Panamá Caliente            | Givova   |
| Árabe Unido        | Sergio Guzmán     | Colón, Colón              | Armando Dely Valdés       | 1 221     | 1994 (30 años) | Caliente AguAseo Kendall Motor Oil  | Kelme    |
| Atlético Chiriquí  | Patricio Sampó    | Chiriqui                  | San Cristóbal             | 2 890     | 2002 (22 años) | Caliente Cerveza Cristal Gaps       | FB Sport |
| Deportivo del Este | Felipe Borowsky   | Pacora, Panamá            | Maracaná                  | 5 500     | 2008 (16 años) | Caliente                            | Givova   |
| Herrera            | Julio Infante     | Chitré, Herrera           | Los Milagros              | 1 000     | 2016 (8 años)  | Caliente Gran Hotel Azuero          | Puma     |
| Independiente      | Francisco Perlo   | La Chorrera, Panamá Oeste | Agustín "Muquita" Sánchez | 3 040     | 1982 (42 años) | Caliente Eco Moda                   | Everlast |
| Plaza Amador       | Jorge Dely Valdés | El Chorrillo, Panamá      | Maracaná                  | 5 500     | 1955 (69 años) | Copa Airlines FWLA                  | Puma     |
| San Francisco      | Willy Rodríguez   | La Chorrera, Panamá Oeste | Agustín "Muquita" Sánchez | 3 040     | 1971 (53 años) | Caliente                            | Valor ST |
| Sporting SM        | Saúl Maldonado    | San Miguelito, Panamá     | Javier Cruz               | 700       | 1989 (36 años) | Health                              | Spirits  |
| Tauro              | Julio Dely Valdés | Pedregal, Panamá          | Javier Cruz (*)           | 32 000    | 1984 (40 años) | Caja de Ahorros Caliente QLU Panamá | Patrick  |
| Universitario      | Gary Stempel      | Penonomé, Coclé           | Universitario             | 3 500     | 2018 (6 años)  | Universidad Latina Caliente         | Lotto    |
| Veraguas           | Isaac Jové        | Veraguas                  | Complejo de Atalaya (*)   | 900       | 2020 (4 años)  | SETRAM Biomuseo                     | FB Sport |

Datos actualizados al 12 de abril de 2021.
- Nota: (*)  Los equipos utilizaron dichos estadios sólo por este torneo.

### Cambios de entrenadores
| Equipo                 | Entrenador saliente | Fecha de salida         | Jornada dirigidas | Tipo de despido       | Posición en la tabla | Reemplazado por       | Fecha de llegada        |
| ---------------------- | ------------------- | ----------------------- | ----------------- | --------------------- | -------------------- | --------------------- | ----------------------- |
| Tauro FC               | Javier Ainstein     | 22 de diciembre de 2020 | Pretemporada      | Inferiores Sub-20     | Pretemporada         | Julio Dely Valdés     | 23 de diciembre de 2020 |
| CD Árabe Unido         | Julio Medina III    | 24 de diciembre de 2020 | Pretemporada      | Inferiores Sub-20     | Pretemporada         | Juan Sergio Guzmán    | 24 de diciembre de 2020 |
| Deportivo del Este     | Julio Infante       | 24 de diciembre de 2020 | Pretemporada      | Acuerdo mutuo         | Pretemporada         | Felipe Borowsky       | 5 de enero de 2021      |
| Herrera FC             | Vacante             | -                       | Pretemporada      | Vacante               | Pretemporada         | Julio Infante         | 29 de diciembre de 2020 |
| Sporting San Miguelito | Dorian López        | 28 de diciembre de 2020 | Pretemporada      | Vacante               | Pretemporada         | César Méndez          | 30 de diciembre de 2020 |
| Sporting San Miguelito | César Méndez        | 10 de abril de 2021     | (1 - 10)          | Rescisión de contrato | 5°                   | Saúl Maldonado        | 11 de abril de 2021     |
| San Francisco FC       | Gonzalo Soto        | 8 de marzo de 2021      | (1 - 3)           | Acuerdo mutuo         | 6°                   | José Manuel Rodríguez | 9 de marzo de 2021      |
| Alianza FC             | Cecilio Garcés      | 21 de marzo de 2021     | (1 - 6)           | Director inferiores   | 6°                   | Jair Palacios         | 21 de marzo de 2021     |

### Equipos por provincias
| Provincia    | N.º | Equipos                                                                            |
| ------------ | --- | ---------------------------------------------------------------------------------- |
| Panamá       | 5   | Alianza FC Club Deportivo del Este CD Plaza Amador Sporting San Miguelito Tauro FC |
| Panamá Oeste | 2   | Atlético Independiente San Francisco FC                                            |
| Coclé        | 1   | CD Universitario                                                                   |
| Colón        | 1   | Deportivo Árabe Unido                                                              |
| Chiriquí     | 1   | CD Atlético Chiriquí                                                               |
| Herrera      | 1   | Herrera FC                                                                         |
| Veraguas     | 1   | Veraguas CD                                                                        |
| Total        | 12  |                                                                                    |

## Fase de clasificación

### Conferencia Este
| Pos. | Equipo                  | Pts. | PJ | G | E | P | GF | GC | Dif. | Notas                                  |
| ---- | ----------------------- | ---- | -- | - | - | - | -- | -- | ---- | -------------------------------------- |
| 1    | C. D. Plaza Amador      | 27   | 16 | 7 | 6 | 3 | 22 | 14 | +8   | Acceso directo a las semifinales.      |
| 2    | Club Deportivo del Este | 21   | 16 | 5 | 6 | 5 | 15 | 14 | +1   | Acceso a los play-offs de semifinales. |
| 3    | Sporting San Miguelito  | 21   | 16 | 5 | 6 | 5 | 17 | 20 | −3   | Acceso a los play-offs de semifinales. |
| 4    | Tauro F. C.             | 18   | 16 | 4 | 6 | 6 | 12 | 16 | −4   |                                        |
| 5    | Deportivo Árabe Unido   | 16   | 16 | 3 | 7 | 6 | 15 | 18 | −3   |                                        |
| 6    | Alianza F. C.           | 14   | 16 | 2 | 8 | 6 | 13 | 17 | −4   | Último lugar.                          |

 Fuente: LPF, Soccerway.

### Conferencia Oeste
| Pos. | Equipo                 | Pts. | PJ | G | E | P | GF | GC | Dif. | Notas                                  |
| ---- | ---------------------- | ---- | -- | - | - | - | -- | -- | ---- | -------------------------------------- |
| 1    | C. D. Universitario    | 30   | 16 | 8 | 6 | 2 | 25 | 16 | +9   | Acceso directo a las semifinales.      |
| 2    | Atlético Independiente | 27   | 16 | 8 | 3 | 5 | 19 | 15 | +4   | Acceso a los play-offs de semifinales. |
| 3    | Veraguas C. D.         | 26   | 16 | 6 | 8 | 2 | 20 | 19 | +1   | Acceso a los play-offs de semifinales. |
| 4    | Herrera F. C.          | 25   | 16 | 7 | 4 | 5 | 20 | 17 | +3   |                                        |
| 5    | Atlético Chiriquí      | 18   | 16 | 5 | 3 | 8 | 23 | 27 | −4   |                                        |
| 6    | San Francisco F. C.    | 11   | 16 | 2 | 5 | 9 | 14 | 23 | −9   | Último lugar.                          |

 Fuente: LPF, Soccerway.
| Simbología |
| --- |
| Pos – Posición; PJ – Partidos Jugados; PG - Partidos Ganados; PE - Partidos Empatados; PP - Partidos Perdidos; GF – Goles a Favor; GC – Goles en Contra; DIF – Diferencia de Goles; PTS - Puntos. |

### Evolución de la clasificación
Conferencia Este
| Jornada            | 01 | 02 | 03 | 04 | 05 | 06 | 07 | 08 | 09 | 10 | 11 | 12 | 13 | 14 | 15 | 16 |
| Equipo             |    |    |    |    |    |    |    |    |    |    |    |    |    |    |    |    |
| ------------------ | -- | -- | -- | -- | -- | -- | -- | -- | -- | -- | -- | -- | -- | -- | -- | -- |
| C. D. Plaza Amador | 1  | 1  | 1  | 1  | 1  | 1  | 1  | 1  | 1  | 1  | 1  | 1  | 1  | 1  | 1  | 1  |
| Deportivo del Este | 5  | 5  | 5  | 5  | 5  | 5  | 5  | 5  | 4  | 4  | 5  | 5  | 4  | 2  | 2  | 2  |
| Sporting S. M.     | 4  | 4  | 3  | 3  | 2  | 2  | 3  | 4  | 5  | 5  | 3  | 3  | 5  | 5  | 4  | 3  |
| Tauro F. C.        | 6  | 6  | 6  | 4  | 4  | 3  | 2  | 2  | 3  | 3  | 4  | 4  | 3  | 3  | 3  | 4  |
| C. D. Árabe Unido  | 2  | 2  | 2  | 2  | 3  | 4  | 4  | 3  | 2  | 2  | 2  | 2  | 2  | 4  | 5  | 5  |
| Alianza F. C.      | 3  | 3  | 4  | 6  | 6  | 6  | 6  | 6  | 6  | 6  | 6  | 6  | 6  | 6  | 6  | 6  |

Conferencia Oeste
| Jornada             | 01 | 02 | 03 | 04 | 05 | 06 | 07 | 08 | 09 | 10 | 11 | 12 | 13 | 14 | 15 | 16 |
| Equipo              |    |    |    |    |    |    |    |    |    |    |    |    |    |    |    |    |
| ------------------- | -- | -- | -- | -- | -- | -- | -- | -- | -- | -- | -- | -- | -- | -- | -- | -- |
| C. D. Universitario | 1  | 1  | 1  | 1  | 1  | 1  | 1  | 1  | 1  | 1  | 1  | 1  | 1  | 1  | 1  | 1  |
| C. A. Independiente | 2  | 2  | 2  | 2  | 3  | 2  | 2  | 2  | 2  | 2  | 2  | 2  | 2  | 2  | 2  | 2  |
| Veraguas C. D.      | 6  | 6  | 3  | 4  | 2  | 4  | 3  | 3  | 4  | 3  | 3  | 3  | 4  | 4  | 3  | 3  |
| Herrera F. C.       | 5  | 3  | 4  | 3  | 5  | 5  | 5  | 5  | 3  | 5  | 4  | 4  | 3  | 3  | 4  | 4  |
| Atlético Chiriquí   | 3  | 5  | 5  | 5  | 4  | 3  | 4  | 4  | 5  | 4  | 5  | 5  | 5  | 5  | 5  | 5  |
| San Francisco F. C. | 4  | 4  | 6  | 6  | 6  | 6  | 6  | 6  | 6  | 6  | 6  | 6  | 6  | 6  | 6  | 6  |

### Resumen de resultados
| Local / Visita                          | ALI   | ACH   | CAI   | CDE   | CDU   | CPA   | DAU   | HFC   | SFC   | SSM   | TAU   | VCD   |
| --------------------------------------- | ----- | ----- | ----- | ----- | ----- | ----- | ----- | ----- | ----- | ----- | ----- | ----- |
| Alianza F.C.                            |       |       | 1 - 1 | 1 - 2 |       | 2 - 0 | 2 - 0 | 2 - 3 | 1 - 1 | 0 - 0 | 0 - 1 |       |
| Atlético Chiriquí                       | 2 - 0 |       | 2 - 1 | 3 - 2 | 1 - 1 | 1 - 2 |       | 0 - 2 | 3 - 0 |       |       | 0 - 2 |
| C.A. Independiente                      |       | 2 - 1 |       | 1 - 0 | 0 - 2 | 1 - 0 | 0 - 2 | 1 - 3 | 2 - 0 |       |       | 1 - 1 |
| C. D. del Este                          | 1 - 1 |       |       |       | 0 - 0 | 2 - 1 | 0 - 0 | 2 - 1 |       | 1 - 1 | 2 - 0 | 2 - 1 |
| C.D. Universitario                      | 1 - 1 | 2 - 1 | 0 - 3 |       |       |       |       | 4 - 0 | 3 - 2 | 2 - 1 | 1 - 0 | 0 - 0 |
| C.D. Plaza Amador                       | 1 - 0 |       |       | 0 - 0 | 2 - 2 |       | 2 - 0 | 3 - 1 |       | 2 - 1 | 3 - 0 | 1 - 1 |
| C.D. Árabe Unido                        | 0 - 0 | 2 - 0 |       | 1 - 0 | 1 - 2 | 1 - 1 |       |       | 1 - 1 | 1 - 2 | 0 - 1 |       |
| Herrera F. C.                           |       | 3 - 1 | 0 - 1 |       | 2 - 0 |       | 0 - 0 |       | 1 - 0 | 2 - 0 | 1 - 1 | 1 - 2 |
| San Francisco F.C.                      |       | 4 - 4 | 0 - 1 | 2 - 0 | 0 - 0 | 0 - 2 |       | 0 - 0 |       | 2 - 0 |       | 1 - 2 |
| Sporting S.M.                           | 0 - 0 | 3 - 2 | 1 - 3 | 1 - 0 |       | 0 - 0 | 3 - 2 |       |       |       | 2 - 2 | 1 - 1 |
| Tauro F.C.                              | 0 - 0 | 2 - 0 | 1 - 2 | 0 - 0 |       | 2 - 2 | 1 - 1 |       | 1 - 0 | 0 - 1 |       |       |
| Veraguas C. D.                          | 3 - 2 | 1 - 1 | 0 - 0 |       | 1 - 5 |       | 3 - 3 | 0 - 0 | 2 - 1 |       | 1 - 0 |       |
| Última actualización: 8 de mayo de 2021 |       |       |       |       |       |       |       |       |       |       |       |       |

|  | Victoria del conjunto local     |
|  | Empate                          |
|  | Victoria del conjunto visitante |

## Torneo Regular

### Jornadas
- Los horarios son correspondientes al tiempo de Ciudad de Panamá (UTC-5)

| Jornada 1          | Jornada 1 | Jornada 1          | Jornada 1                 | Jornada 1     | Jornada 1 | Jornada 1 | Jornada 1 | Jornada 1 | Jornada 1 |
| ------------------ | --------- | ------------------ | ------------------------- | ------------- | --------- | --------- | --------- | --------- | --------- |
| Conferencia Este   |           |                    |                           |               |           |           |           |           |           |
| Local              | Resultado | Visitante          | Estadio                   | Fecha         | Hora      | TV        |           |           |           |
| Árabe Unido        | 1 - 0     | Deportivo del Este | Armando Dely              | 20 de febrero | 15:00     |           |           |           |           |
| Plaza Amador       | 3 - 0     | Tauro              | Maracaná                  | 20 de febrero | 19:00     |           |           |           |           |
| Alianza            | 0 - 0     | Sporting SM        | Javier Cruz               | 21 de febrero | 18:00     |           |           |           |           |
| Conferencia Oeste  |           |                    |                           |               |           |           |           |           |           |
| Herrera            | 0 - 1     | Independiente      | Los Milagros              | 18 de febrero | 18:00     |           |           |           |           |
| San Francisco      | 4 - 4     | Atlético Chiriquí  | Agustín "Muquita" Sánchez | 19 de febrero | 18:00     |           |           |           |           |
| Veraguas           | 1 - 5     | Universitario      | Atalaya                   | 21 de febrero | 15:00     |           |           |           |           |
| Total de goles: 19 |           |                    |                           |               |           |           |           |           |           |

| Jornada 2          | Jornada 2 | Jornada 2     | Jornada 2                 | Jornada 2     | Jornada 2 | Jornada 2 | Jornada 2 | Jornada 2 | Jornada 2 |
| ------------------ | --------- | ------------- | ------------------------- | ------------- | --------- | --------- | --------- | --------- | --------- |
| Conferencia Este   |           |               |                           |               |           |           |           |           |           |
| Local              | Resultado | Visitante     | Estadio                   | Fecha         | Hora      | TV        |           |           |           |
| Tauro              | 1 - 1     | Árabe Unido   | Javier Cruz               | 27 de febrero | 19:00     |           |           |           |           |
| Sporting SM        | 0 - 0     | Plaza Amador  | Javier Cruz               | 28 de febrero | 17:00     |           |           |           |           |
| Deportivo del Este | 1 - 1     | Alianza       | Maracaná                  | 28 de febrero | 17:00     |           |           |           |           |
| Conferencia Oeste  |           |               |                           |               |           |           |           |           |           |
| Independiente      | 1 - 1     | Veraguas      | Agustín "Muquita" Sánchez | 26 de febrero | 19:00     |           |           |           |           |
| Universitario      | 3 - 2     | San Francisco | Universitario             | 27 de febrero | 15:00     |           |           |           |           |
| Atlético Chiriquí  | 0 - 2     | Herrera       | San Cristóbal             | 28 de febrero | 18:00     |           |           |           |           |
| Total de goles: 13 |           |               |                           |               |           |           |           |           |           |

| Jornada 3         | Jornada 3 | Jornada 3          | Jornada 3                 | Jornada 3  | Jornada 3 | Jornada 3 | Jornada 3 | Jornada 3 | Jornada 3 |
| ----------------- | --------- | ------------------ | ------------------------- | ---------- | --------- | --------- | --------- | --------- | --------- |
| Conferencia Este  |           |                    |                           |            |           |           |           |           |           |
| Local             | Resultado | Visitante          | Estadio                   | Fecha      | Hora      | TV        |           |           |           |
| Plaza Amador      | 0 - 0     | Deportivo del Este | Maracaná                  | 6 de marzo | 18:00     |           |           |           |           |
| Árabe Unido       | 0 - 0     | Alianza            | Armando Dely              | 7 de marzo | 15:00     |           |           |           |           |
| Tauro             | 0 - 1     | Sporting SM        | Javier Cruz               | 7 de marzo | 18:00     |           |           |           |           |
| Conferencia Oeste |           |                    |                           |            |           |           |           |           |           |
| Herrera           | 1 - 2     | Veraguas           | Los Milagros              | 5 de marzo | 17:00     |           |           |           |           |
| San Francisco     | 0 - 1     | Independiente      | Agustín "Muquita" Sánchez | 5 de marzo | 19:00     |           |           |           |           |
| Atlético Chiriquí | 1 - 1     | Universitario      | San Cristóbal             | 6 de marzo | 18:00     |           |           |           |           |
| Total de goles: 7 |           |                    |                           |            |           |           |           |           |           |

| Jornada 4          | Jornada 4 | Jornada 4         | Jornada 4                 | Jornada 4   | Jornada 4 | Jornada 4 | Jornada 4 | Jornada 4 | Jornada 4 |
| ------------------ | --------- | ----------------- | ------------------------- | ----------- | --------- | --------- | --------- | --------- | --------- |
| Grupo A            |           |                   |                           |             |           |           |           |           |           |
| Local              | Resultado | Visitante         | Estadio                   | Fecha       | Hora      | TV        |           |           |           |
| Árabe Unido        | 1 - 1     | Plaza Amador      | Armando Dely              | 12 de marzo | 16:00     |           |           |           |           |
| Deportivo del Este | 1 - 1     | Sporting SM       | Maracaná                  | 13 de marzo | 19:00     |           |           |           |           |
| Alianza            | 0 - 1     | Tauro             | Javier Cruz               | 13 de marzo | 18:00     |           |           |           |           |
| Grupo B            |           |                   |                           |             |           |           |           |           |           |
| Independiente      | 0 - 2     | Universitario     | Agustín "Muquita" Sánchez | 12 de marzo | 19:00     |           |           |           |           |
| Veraguas           | 1 - 1     | Atlético Chiriquí | Atalaya                   | 13 de marzo | 15:00     |           |           |           |           |
| Herrera            | 1 - 0     | San Francisco     | Los Milagros              | 14 de marzo | 17:00     |           |           |           |           |
| Total de goles: 10 |           |                   |                           |             |           |           |           |           |           |

| Jornada 5          | Jornada 5 | Jornada 5          | Jornada 5                 | Jornada 5   | Jornada 5 | Jornada 5 | Jornada 5 | Jornada 5 | Jornada 5 |
| ------------------ | --------- | ------------------ | ------------------------- | ----------- | --------- | --------- | --------- | --------- | --------- |
| Grupo A            |           |                    |                           |             |           |           |           |           |           |
| Local              | Resultado | Visitante          | Estadio                   | Fecha       | Hora      | TV        |           |           |           |
| Plaza Amador       | 1 - 0     | Alianza            | Maracaná                  | 16 de marzo | 17:00     |           |           |           |           |
| Tauro              | 0 - 0     | Deportivo del Este | Javier Cruz               | 16 de marzo | 19:00     |           |           |           |           |
| Sporting SM        | 3 - 2     | Árabe Unido        | Javier Cruz               | 17 de marzo | 19:00     |           |           |           |           |
| Grupo B            |           |                    |                           |             |           |           |           |           |           |
| Atlético Chiriquí  | 2 - 1     | Independiente      | San Cristóbal             | 16 de marzo | 17:00     |           |           |           |           |
| Universitario      | 4 - 0     | Herrera            | Universitario             | 17 de marzo | 15:00     |           |           |           |           |
| San Francisco      | 1 - 2     | Veraguas           | Agustín "Muquita" Sánchez | 17 de marzo | 17:00     |           |           |           |           |
| Total de goles: 16 |           |                    |                           |             |           |           |           |           |           |

| Jornada 6         | Jornada 6 | Jornada 6          | Jornada 6                 | Jornada 6   | Jornada 6 | Jornada 6 | Jornada 6 | Jornada 6 | Jornada 6 |
| Local             | Resultado | Visitante          | Estadio                   | Fecha       | Hora      | TV        |           |           |           |
| ----------------- | --------- | ------------------ | ------------------------- | ----------- | --------- | --------- | --------- | --------- | --------- |
| Tauro             | 1 - 0     | San Francisco      | Javier Cruz               | 20 de marzo | 17:00     |           |           |           |           |
| Atlético Chiriquí | 2 - 0     | Alianza            | San Cristóbal             | 20 de marzo | 18:00     |           |           |           |           |
| Plaza Amador      | 1 - 1     | Veraguas           | Maracaná                  | 20 de marzo | 19:00     |           |           |           |           |
| Universitario     | 2 - 1     | Sporting SM        | Universitario             | 21 de marzo | 15:00     |           |           |           |           |
| Herrera           | 0 - 0     | Árabe Unido        | Los Milagros              | 21 de marzo | 18:00     |           |           |           |           |
| Independiente     | 1 - 0     | Deportivo del Este | Agustín "Muquita" Sánchez | 21 de marzo | 19:00     |           |           |           |           |
| Total de goles: 9 |           |                    |                           |             |           |           |           |           |           |

| Jornada 7          | Jornada 7 | Jornada 7         | Jornada 7                 | Jornada 7   | Jornada 7 | Jornada 7 | Jornada 7 | Jornada 7 | Jornada 7 |
| Local              | Resultado | Visitante         | Estadio                   | Fecha       | Hora      | TV        |           |           |           |
| ------------------ | --------- | ----------------- | ------------------------- | ----------- | --------- | --------- | --------- | --------- | --------- |
| San Francisco      | 0 - 2     | Plaza Amador      | Agustín "Muquita" Sánchez | 23 de marzo | 17:00     |           |           |           |           |
| Tauro              | 2 - 0     | Atlético Chiriquí | Javier Cruz               | 23 de marzo | 19:00     |           |           |           |           |
| Universitario      | 1 - 1     | Alianza           | Universitario             | 24 de marzo | 15:00     |           |           |           |           |
| Veraguas           | 3 - 3     | Árabe Unido       | Atalaya                   | 24 de marzo | 15:30     |           |           |           |           |
| Sporting SM        | 1 - 3     | Independiente     | Javier Cruz               | 24 de marzo | 18:00     |           |           |           |           |
| Deportivo del Este | 2 - 1     | Herrera           | Maracaná                  | 24 de marzo | 18:00     |           |           |           |           |
| Total de goles: 19 |           |                   |                           |             |           |           |           |           |           |

| Jornada 8          | Jornada 8 | Jornada 8          | Jornada 8                 | Jornada 8   | Jornada 8 | Jornada 8 | Jornada 8 | Jornada 8 | Jornada 8 |
| Local              | Resultado | Visitante          | Estadio                   | Fecha       | Hora      | TV        |           |           |           |
| ------------------ | --------- | ------------------ | ------------------------- | ----------- | --------- | --------- | --------- | --------- | --------- |
| Alianza            | 1 - 1     | Independiente      | Javier Cruz               | 27 de marzo | 15:00     |           |           |           |           |
| Árabe Unido        | 2 - 0     | Atlético Chiriquí  | Armando Dely              | 27 de marzo | 16:00     |           |           |           |           |
| San Francisco      | 2 - 0     | Deportivo del Este | Agustín "Muquita" Sánchez | 27 de marzo | 17:00     |           |           |           |           |
| Plaza Amador       | 2 - 2     | Universitario      | Maracaná                  | 27 de marzo | 18:00     |           |           |           |           |
| Herrera            | 1 - 1     | Tauro              | Los Milagros              | 27 de marzo | 19:00     |           |           |           |           |
| Sporting SM        | 1 - 1     | Veraguas           | Javier Cruz               | 28 de marzo | 18:00     |           |           |           |           |
| Total de goles: 14 |           |                    |                           |             |           |           |           |           |           |

| Jornada 9          | Jornada 9 | Jornada 9     | Jornada 9                 | Jornada 9  | Jornada 9 | Jornada 9 | Jornada 9 | Jornada 9 | Jornada 9 |
| Local              | Resultado | Visitante     | Estadio                   | Fecha      | Hora      | TV        |           |           |           |
| ------------------ | --------- | ------------- | ------------------------- | ---------- | --------- | --------- | --------- | --------- | --------- |
| Atlético Chiriquí  | 1 - 2     | Plaza Amador  | San Cristóbal             | 3 de abril | 17:00     |           |           |           |           |
| Alianza            | 1 - 1     | San Francisco | Javier Cruz               | 3 de abril | 18:00     |           |           |           |           |
| Independiente      | 0 - 2     | Árabe Unido   | Agustín "Muquita" Sánchez | 3 de abril | 19:00     |           |           |           |           |
| Universitario      | 1 - 0     | Tauro         | Universitario             | 4 de abril | 15:00     |           |           |           |           |
| Deportivo del Este | 2 - 1     | Veraguas      | Maracaná                  | 4 de abril | 18:00     |           |           |           |           |
| Herrera            | 2 - 0     | Sporting SM   | Los Milagros              | 4 de abril | 18:00     |           |           |           |           |
| Total de goles: 13 |           |               |                           |            |           |           |           |           |           |

| Jornada 10         | Jornada 10 | Jornada 10         | Jornada 10                | Jornada 10  | Jornada 10 | Jornada 10 | Jornada 10 | Jornada 10 | Jornada 10 |
| Local              | Resultado  | Visitante          | Estadio                   | Fecha       | Hora       | TV         |            |            |            |
| ------------------ | ---------- | ------------------ | ------------------------- | ----------- | ---------- | ---------- | ---------- | ---------- | ---------- |
| Veraguas           | 3 - 2      | Alianza            | Atalaya                   | 9 de abril  | 15:00      |            |            |            |            |
| Árabe Unido        | 1 - 2      | Universitario      | Armando Dely              | 9 de abril  | 16:00      |            |            |            |            |
| San Francisco      | 2 - 0      | Sporting SM        | Agustín "Muquita" Sánchez | 9 de abril  | 19:00      |            |            |            |            |
| Tauro              | 1 - 2      | Independiente      | Javier Cruz               | 10 de abril | 16:00      |            |            |            |            |
| Atlético Chiriquí  | 3 - 2      | Deportivo del Este | San Cristóbal             | 10 de abril | 18:00      |            |            |            |            |
| Plaza Amador       | 3 - 1      | Herrera            | Maracaná                  | 10 de abril | 19:00      |            |            |            |            |
| Total de goles: 22 |            |                    |                           |             |            |            |            |            |            |

| Jornada 11         | Jornada 11 | Jornada 11        | Jornada 11                | Jornada 11  | Jornada 11 | Jornada 11 | Jornada 11 | Jornada 11 | Jornada 11 |
| Local              | Resultado  | Visitante         | Estadio                   | Fecha       | Hora       | TV         |            |            |            |
| ------------------ | ---------- | ----------------- | ------------------------- | ----------- | ---------- | ---------- | ---------- | ---------- | ---------- |
| Veraguas           | 1 - 0      | Tauro             | Atalaya                   | 15 de abril | 15:00      |            |            |            |            |
| Árabe Unido        | 1 - 1      | San Francisco     | Armando Dely              | 15 de abril | 16:00      |            |            |            |            |
| Deportivo del Este | 0 - 0      | Universitario     | Maracaná                  | 16 de abril | 18:00      |            |            |            |            |
| Independiente      | 1 - 0      | Plaza Amador      | Agustín "Muquita" Sánchez | 16 de abril | 19:00      |            |            |            |            |
| Sporting SM        | 3 - 2      | Atlético Chiriqui | Javier Cruz               | 16 de abril | 19:00      |            |            |            |            |
| Alianza            | 2 - 3      | Herrera           | Javier Cruz               | 17 de abril | 18:00      |            |            |            |            |
| Total de goles: 14 |            |                   |                           |             |            |            |            |            |            |

| Jornada 12         | Jornada 12 | Jornada 12      | Jornada 12                | Jornada 12  | Jornada 12 | Jornada 12 | Jornada 12 | Jornada 12 | Jornada 12 |
| ------------------ | ---------- | --------------- | ------------------------- | ----------- | ---------- | ---------- | ---------- | ---------- | ---------- |
| Conferencia Este   |            |                 |                           |             |            |            |            |            |            |
| Local              | Resultado  | Visitante       | Estadio                   | Fecha       | Hora       | TV         |            |            |            |
| Sporting SM        | 0 - 0      | Alianza         | Javier Cruz               | 20 de abril | 17:00      |            |            |            |            |
| Deportivo del Este | 0 - 0      | Árabe Unido     | Maracaná                  | 20 de abril | 19:00      |            |            |            |            |
| Tauro              | 2 - 2      | CD Plaza Amador | Javier Cruz               | 21 de abril | 19:00      |            |            |            |            |
| Conferencia Oeste  |            |                 |                           |             |            |            |            |            |            |
| Universitario      | 0 - 0      | Veraguas        | Universitario             | 20 de abril | 15:00      |            |            |            |            |
| Atlético Chiriqui  | 3 - 0      | San Francisco   | San Cristóbal             | 20 de abril | 19:00      |            |            |            |            |
| Independiente      | 1 - 3      | Herrera         | Agustín "Muquita" Sánchez | 21 de abril | 17:00      |            |            |            |            |
| Total de goles: 11 |            |                 |                           |             |            |            |            |            |            |

| Jornada 13         | Jornada 13 | Jornada 13         | Jornada 13                | Jornada 13  | Jornada 13 | Jornada 13 | Jornada 13 | Jornada 13 | Jornada 13 |
| ------------------ | ---------- | ------------------ | ------------------------- | ----------- | ---------- | ---------- | ---------- | ---------- | ---------- |
| Conferencia Este   |            |                    |                           |             |            |            |            |            |            |
| Local              | Resultado  | Visitante          | Estadio                   | Fecha       | Hora       | TV         |            |            |            |
| Alianza            | 1 - 2      | Deportivo del Este | Javier Cruz               | 23 de abril | 17:00      |            |            |            |            |
| Árabe Unido        | 0 - 1      | Tauro              | Armando Dely              | 24 de abril | 16:00      |            |            |            |            |
| Plaza Amador       | 2 - 1      | Sporting SM        | Maracaná                  | 24 de abril | 19:00      |            |            |            |            |
| Conferencia Oeste  |            |                    |                           |             |            |            |            |            |            |
| San Francisco      | 0 - 0      | Universitario      | Agustín "Muquita" Sánchez | 23 de abril | 19:00      |            |            |            |            |
| Veraguas           | 0 - 0      | Independiente      | Atalaya                   | 24 de abril | 15:00      |            |            |            |            |
| Herrera            | 3 - 1      | Atlético Chiriquí  | Los Milagros              | 24 de abril | 18:00      |            |            |            |            |
| Total de goles: 11 |            |                    |                           |             |            |            |            |            |            |

| Jornada 14         | Jornada 14 | Jornada 14        | Jornada 14                | Jornada 14  | Jornada 14 | Jornada 14 | Jornada 14 | Jornada 14 | Jornada 14 |
| ------------------ | ---------- | ----------------- | ------------------------- | ----------- | ---------- | ---------- | ---------- | ---------- | ---------- |
| Conferencia Este   |            |                   |                           |             |            |            |            |            |            |
| Local              | Resultado  | Visitante         | Estadio                   | Fecha       | Hora       | TV         |            |            |            |
| Deportivo del Este | 2 - 1      | Plaza Amador      | Maracaná                  | 27 de abril | 17:00      |            |            |            |            |
| Sporting SM        | 2 - 2      | Tauro             | Javier Cruz               | 27 de abril | 19:00      |            |            |            |            |
| Alianza            | 2 - 0      | Árabe Unido       | Javier Cruz               | 28 de abril | 17:00      |            |            |            |            |
| Conferencia Oeste  |            |                   |                           |             |            |            |            |            |            |
| Independiente      | 2 - 0      | San Francisco     | Agustín "Muquita" Sánchez | 27 de abril | 19:00      |            |            |            |            |
| Universitario      | 2 - 1      | Atlético Chiriquí | Universitario             | 28 de abril | 15:00      |            |            |            |            |
| Veraguas           | 0 - 0      | Herrera           | Omar Torrijos             | 28 de abril | 19:00      |            |            |            |            |
| Total de goles: 14 |            |                   |                           |             |            |            |            |            |            |

| Jornada 15        | Jornada 15 | Jornada 15         | Jornada 15                | Jornada 15 | Jornada 15 | Jornada 15 | Jornada 15 | Jornada 15 | Jornada 15 |
| ----------------- | ---------- | ------------------ | ------------------------- | ---------- | ---------- | ---------- | ---------- | ---------- | ---------- |
| Conferencia Este  |            |                    |                           |            |            |            |            |            |            |
| Local             | Resultado  | Visitante          | Estadio                   | Fecha      | Hora       | TV         |            |            |            |
| Plaza Amador      | 2 - 0      | Árabe Unido        | Maracaná                  | 2 de mayo  | 17:00      |            |            |            |            |
| Tauro             | 0 - 0      | Alianza            | Javier Cruz               | 2 de mayo  | 17:00      |            |            |            |            |
| Sporting SM       | 1 - 0      | Deportivo del Este | Javier Cruz               | 5 de mayo  | 19:30      |            |            |            |            |
| Conferencia Oeste |            |                    |                           |            |            |            |            |            |            |
| Atlético Chiriquí | 0 - 1      | Veraguas           | San Cristóbal             | 2 de mayo  | 17:00      |            |            |            |            |
| San Francisco     | 0 - 0      | Herrera            | Agustín "Muquita" Sánchez | 2 de mayo  | 17:00      |            |            |            |            |
| Universitario     | 0 - 3      | Independiente      | Virgilio Tejeira          | 4 de mayo  | 15:00      |            |            |            |            |
| Total de goles: 7 |            |                    |                           |            |            |            |            |            |            |

| Jornada 16         | Jornada 16 | Jornada 16        | Jornada 16                | Jornada 16 | Jornada 16 | Jornada 16 | Jornada 16 | Jornada 16 | Jornada 16 |
| ------------------ | ---------- | ----------------- | ------------------------- | ---------- | ---------- | ---------- | ---------- | ---------- | ---------- |
| Conferencia Este   |            |                   |                           |            |            |            |            |            |            |
| Local              | Resultado  | Visitante         | Estadio                   | Fecha      | Hora       | TV         |            |            |            |
| Deportivo del Este | 2 - 0      | Tauro             | Maracaná                  | 8 de mayo  | 17:00      |            |            |            |            |
| Alianza            | 2 - 0      | Plaza Amador      | Javier Cruz               | 8 de mayo  | 17:00      |            |            |            |            |
| Árabe Unido        | 1 - 2      | Sporting SM       | Armando Dely Valdés       | 8 de mayo  | 17:00      |            |            |            |            |
| Conferencia Oeste  |            |                   |                           |            |            |            |            |            |            |
| Herrera            | 2 - 0      | Universitario     | Los Milagros              | 8 de mayo  | 17:00      |            |            |            |            |
| Independiente      | 1 - 2      | Atlético Chiriquí | Agustín "Muquita" Sánchez | 8 de mayo  | 17:00      |            |            |            |            |
| Veraguas           | 2 - 1      | San Francisco     | Omar Torrijos             | 8 de mayo  | 17:00      |            |            |            |            |
| Total de goles: 15 |            |                   |                           |            |            |            |            |            |            |

## Fase Final
|  | Play-Offs  | Play-Offs           | Play-Offs  |                     |     | Semifinales                                    | Semifinales                                    | Semifinales                                    | Semifinales                                    |   |  | Final Apertura     | Final Apertura     | Final Apertura     |  |
|  | 11 de mayo | 11 de mayo          | 11 de mayo |                     |     | 15 y 16 de mayo (Ida) 22 y 23 de mayo (Vuelta) | 15 y 16 de mayo (Ida) 22 y 23 de mayo (Vuelta) | 15 y 16 de mayo (Ida) 22 y 23 de mayo (Vuelta) | 15 y 16 de mayo (Ida) 22 y 23 de mayo (Vuelta) |   |  | 29 de mayo de 2021 | 29 de mayo de 2021 | 29 de mayo de 2021 |  |
|  |            |                     |            |                     |     |                                                |                                                |                                                |                                                |   |  |                    |                    |                    |  |
|  |            |                     |            |                     |     |                                                |                                                |                                                |                                                |   |  |                    |                    |                    |  |
|  | 2°B        | C. A. Independiente | 0 (7)      |                     |     |                                                |                                                |                                                |                                                |   |  |                    |                    |                    |  |
|  | 2°B        | C. A. Independiente | 0 (7)      |                     |     |                                                |                                                |                                                |                                                |   |  |                    |                    |                    |  |
|  | 3°A        | Sporting S. M.      | 0 (8)      |                     |     |                                                |                                                |                                                |                                                |   |  |                    |                    |                    |  |
|  | 3°A        | Sporting S. M.      | 0 (8)      |                     | 1°A | C. D. Plaza Amador                             | 1                                              | 1                                              |                                                |   |  |                    |                    |                    |  |
|  |            |                     |            |                     | 1°A | C. D. Plaza Amador                             | 1                                              | 1                                              |                                                |   |  |                    |                    |                    |  |
|  |            |                     | 3°A        | Sporting S. M.      | 0   | 1                                              |                                                |                                                |                                                |   |  |                    |                    |                    |  |
|  |            |                     | 3°A        | Sporting S. M.      | 0   | 1                                              |                                                |                                                |                                                |   |  |                    |                    |                    |  |
|  |            |                     |            |                     |     |                                                |                                                |                                                |                                                |   |  |                    |                    |                    |  |
|  |            |                     |            |                     |     |                                                |                                                |                                                |                                                |   |  |                    |                    |                    |  |
|  |            |                     |            |                     |     |                                                |                                                | 1°A                                            | C. D. Plaza Amador                             | 2 |  |                    |                    |                    |  |
|  |            |                     |            |                     |     |                                                |                                                |                                                |                                                | 2 |  |                    |                    |                    |  |
|  |            |                     | 1°B        | C. D. Universitario | 1   |                                                |                                                |                                                |                                                |   |  |                    |                    |                    |  |
|  | 2°A        | Deportivo del Este  | 1°B        | C. D. Universitario | 1   | 1 (4)                                          |                                                |                                                |                                                |   |  |                    |                    |                    |  |
|  | 2°A        | Deportivo del Este  |            |                     |     |                                                |                                                |                                                |                                                |   |  |                    |                    |                    |  |
|  | 3°B        | Veraguas C. D.      | 1 (5)      |                     |     |                                                |                                                |                                                |                                                |   |  |                    |                    |                    |  |
|  | 3°B        | Veraguas C. D.      | 1 (5)      |                     | 1°B | C. D. Universitario                            | 0                                              | 2                                              |                                                |   |  |                    |                    |                    |  |
|  |            |                     |            |                     | 1°B | C. D. Universitario                            | 0                                              | 2                                              |                                                |   |  |                    |                    |                    |  |
|  |            |                     | 3°B        | Veraguas C. D.      | 0   | 0                                              |                                                |                                                |                                                |   |  |                    |                    |                    |  |
|  |            |                     | 3°B        | Veraguas C. D.      | 0   | 0                                              |                                                |                                                |                                                |   |  |                    |                    |                    |  |
|  |            |                     |            |                     |     |                                                |                                                |                                                |                                                |   |  |                    |                    |                    |  |
|  |            |                     |            |                     |     |                                                |                                                |                                                |                                                |   |  |                    |                    |                    |  |
|  |            |                     |            |                     |     |                                                |                                                |                                                |                                                |   |  |                    |                    |                    |  |
|  |            |                     |            |                     |     |                                                |                                                |                                                |                                                |   |  |                    |                    |                    |  |

### Reclasificación

#### C. A. Independiente - Sporting S. M.
| 12 de mayo de 2021, 19:00 | C. A. Independiente | 0:0 (t. s.)(7:8 p.)        | Sporting San Miguelito | Estadio Agustín Muquita Sánchez, La Chorrera |                          |
|                           | 0 |                            | 0 | Árbitro(s): Jorge Negrón                     | Árbitro(s): Jorge Negrón |
|                           | | Tiros desde el punto penal | |                                              |                          |
|                           | Guido Rouse · Wesly Acosta · Omar Córdoba · Martín Morán · Alexis Palacios · Daniel Camacho · Davis Contreras · Orman Davis · Francisco Vence |                            | Alexis Corpas · Moisés Arce · Darío Wright · Andrés Rodríguez · Álex Rodríguez · Federico Miño · Yojad Rivera · Emmanuel Gómez · Jesús Murillo |                                              |                          |

#### C. D. del Este - Veraguas C. D.
| 11 de mayo de 2021, 19:00 | Deportivo del Este                                                            | 1:1 (t. s.)(4:5 p.)        | Veraguas C. D.                                                                   | Estadio Maracaná, Panamá   |                            |
|                           | 93' Adonis Villanueva                                                         |                            | 78' Dwann Oliveira                                                               | Árbitro(s): Oliver Vergara | Árbitro(s): Oliver Vergara |
|                           |                                                                               | Tiros desde el punto penal |                                                                                  |                            |                            |
|                           | José Muñoz · Joseph Gil · Valentín Pimentel · César Yanis · Adonis Villanueva |                            | Leslie Heráldez · Jordy Meléndez · Daniel Ortiz · José Hernandez · Ricardo Ávila |                            |                            |

### Semifinales

#### C. D. Plaza Amador - Sporting San Miguelito
| 16 de mayo de 2021, 18:00 | Sporting San Miguelito | 0:1 | C. D. Plaza Amador | Estadio Javier Cruz, Panamá |                          |
|                           |                        |     | 20' Rodolfo Vega   | Árbitro(s): Jafeth Perea    | Árbitro(s): Jafeth Perea |

| 23 de mayo de 2021, 18:00 | C. D. Plaza Amador | 1:1 | Sporting San Miguelito | Estadio Maracaná, Panamá |                         |
|                           | 94' Samir Ramírez  |     | 92' Alexis Corpas      | Árbitro(s): Víctor Ríos  | Árbitro(s): Víctor Ríos |

#### C. D. Universitario - Veraguas C. D.
| 15 de mayo de 2021, 16:00 | Veraguas C. D. | 0:0 | C. D. Universitario | Estadio Omar Torrijos, Santiago |  |
|                           |                |     |                     | Árbitro(s): Ameth Sánchez       |  |

| 22 de mayo de 2021, 18:00 | C. D. Universitario                     | 2:0 (t. s.) | Veraguas C. D. | Estadio Universitario, Penonomé |                        |
|                           | 108' Iván Anderson · 110' Carlos Zúñiga |             |                | Árbitro(s): John Pittí          | Árbitro(s): John Pittí |

### Final

#### C. D. Universitario - C. D. Plaza Amador
| 29 de mayo de 2021, 16:00 | C. D. Universitario | 1:2 | C. D. Plaza Amador                      | Estadio Universitario, Coclé                           |                                                        |
|                           | Jair Catuy 18'      |     | Manuel Gamboa 24' · Ronaldo Dinolis 60' | Asistencia: 900 espectadores Árbitro(s): Ameth Sanchez | Asistencia: 900 espectadores Árbitro(s): Ameth Sanchez |

| 12    | Guardameta     | José Guerra     |     |
| 8     | Defensa        | Kevin Calderón  |     |
| 22    | Defensa        | Sergio Ramírez  |     |
| 3     | Defensa        | Dámaso Pichón   | 80' |
| 27    | Defensa        | Iván Anderson   |     |
| 14    | Centrocampista | Jean Montenegro |     |
| 8     | Centrocampista | Daniel Santa    | 45' |
| 32    | Centrocampista | Marlon Navas    | 45' |
| 37    | Delantero      | Jorge Méndez    |     |
| 19    | Delantero      | Jair Catuy      |     |
| 10    | Delantero      | Jamel González  | 63' |
| D. T. | D. T.          | Gary Stempel    |     |

| 42    | Guardameta     | Saúl Espinosa     |     |
| 21    | Defensa        | Samir Ramírez     |     |
| 30    | Defensa        | Manuel Gamboa     |     |
| 23    | Defensa        | Emmanuel Chanis   |     |
| 4     | Defensa        | José Rivas        |     |
| 7     | Centrocampista | Cristian Martínez |     |
| 8     | Centrocampista | Rodolfo Vega      |     |
| 10    | Centrocampista | Ricardo Buitrago  |     |
| 20    | Delantero      | José Murillo      |     |
| 9     | Delantero      | Ronaldo Dinolis   | 61' |
| 11    | Delantero      | Marlon Ávila      | 89' |
| D. T. | D. T.          | Jorge Dely Valdés |     |

| 7  | Centrocampista | Nilson Espinoza | 45' |
| 15 | Centrocampista | Lilio Mena      | 45' |
| 9  | Delantero      | Abdel Aguilar   | 63' |
| 11 | Delantero      | Carlos Zúñiga   | 80' |

| 17 | Delantero      | Jesús González    | 61' |
| 6  | Centrocampista | Joel Lara         | 79' |
| 2  | Defensa        | Guillermo Benítez | 89' |

| 18' | Jair Catuy | 1:0 |

| 24' · 60' | Manuel Gamboa Ronaldo Dinolis | 1:1 1:2 |

| 8' | Kevin Calderon |

| 29' · 48' · 73' · 94' | Cristian Martínez Ronaldo Dinolis Jesús González Saul Espinosa |

| Principal  | Ameth Sánchez      |
| Asistentes | Alejandro Camarena |
|            | Jorginho Vásquez   |
| Cuarto     | John Pittí         |

| 12    | Guardameta     | José Guerra     |     |
| 8     | Defensa        | Kevin Calderón  |     |
| 22    | Defensa        | Sergio Ramírez  |     |
| 3     | Defensa        | Dámaso Pichón   | 80' |
| 27    | Defensa        | Iván Anderson   |     |
| 14    | Centrocampista | Jean Montenegro |     |
| 8     | Centrocampista | Daniel Santa    | 45' |
| 32    | Centrocampista | Marlon Navas    | 45' |
| 37    | Delantero      | Jorge Méndez    |     |
| 19    | Delantero      | Jair Catuy      |     |
| 10    | Delantero      | Jamel González  | 63' |
| D. T. | D. T.          | Gary Stempel    |     |

| 42    | Guardameta     | Saúl Espinosa     |     |
| 21    | Defensa        | Samir Ramírez     |     |
| 30    | Defensa        | Manuel Gamboa     |     |
| 23    | Defensa        | Emmanuel Chanis   |     |
| 4     | Defensa        | José Rivas        |     |
| 7     | Centrocampista | Cristian Martínez |     |
| 8     | Centrocampista | Rodolfo Vega      |     |
| 10    | Centrocampista | Ricardo Buitrago  |     |
| 20    | Delantero      | José Murillo      |     |
| 9     | Delantero      | Ronaldo Dinolis   | 61' |
| 11    | Delantero      | Marlon Ávila      | 89' |
| D. T. | D. T.          | Jorge Dely Valdés |     |

| 7  | Centrocampista | Nilson Espinoza | 45' |
| 15 | Centrocampista | Lilio Mena      | 45' |
| 9  | Delantero      | Abdel Aguilar   | 63' |
| 11 | Delantero      | Carlos Zúñiga   | 80' |

| 17 | Delantero      | Jesús González    | 61' |
| 6  | Centrocampista | Joel Lara         | 79' |
| 2  | Defensa        | Guillermo Benítez | 89' |

| 18' | Jair Catuy | 1:0 |

| 24' · 60' | Manuel Gamboa Ronaldo Dinolis | 1:1 1:2 |

| 8' | Kevin Calderon |

| 29' · 48' · 73' · 94' | Cristian Martínez Ronaldo Dinolis Jesús González Saul Espinosa |

| Principal  | Ameth Sánchez      |
| Asistentes | Alejandro Camarena |
|            | Jorginho Vásquez   |
| Cuarto     | John Pittí         |

| 12    | Guardameta     | José Guerra     |     |
| 8     | Defensa        | Kevin Calderón  |     |
| 22    | Defensa        | Sergio Ramírez  |     |
| 3     | Defensa        | Dámaso Pichón   | 80' |
| 27    | Defensa        | Iván Anderson   |     |
| 14    | Centrocampista | Jean Montenegro |     |
| 8     | Centrocampista | Daniel Santa    | 45' |
| 32    | Centrocampista | Marlon Navas    | 45' |
| 37    | Delantero      | Jorge Méndez    |     |
| 19    | Delantero      | Jair Catuy      |     |
| 10    | Delantero      | Jamel González  | 63' |
| D. T. | D. T.          | Gary Stempel    |     |

| 42    | Guardameta     | Saúl Espinosa     |     |
| 21    | Defensa        | Samir Ramírez     |     |
| 30    | Defensa        | Manuel Gamboa     |     |
| 23    | Defensa        | Emmanuel Chanis   |     |
| 4     | Defensa        | José Rivas        |     |
| 7     | Centrocampista | Cristian Martínez |     |
| 8     | Centrocampista | Rodolfo Vega      |     |
| 10    | Centrocampista | Ricardo Buitrago  |     |
| 20    | Delantero      | José Murillo      |     |
| 9     | Delantero      | Ronaldo Dinolis   | 61' |
| 11    | Delantero      | Marlon Ávila      | 89' |
| D. T. | D. T.          | Jorge Dely Valdés |     |

| 7  | Centrocampista | Nilson Espinoza | 45' |
| 15 | Centrocampista | Lilio Mena      | 45' |
| 9  | Delantero      | Abdel Aguilar   | 63' |
| 11 | Delantero      | Carlos Zúñiga   | 80' |

| 17 | Delantero      | Jesús González    | 61' |
| 6  | Centrocampista | Joel Lara         | 79' |
| 2  | Defensa        | Guillermo Benítez | 89' |

| 18' | Jair Catuy | 1:0 |

| 24' · 60' | Manuel Gamboa Ronaldo Dinolis | 1:1 1:2 |

| 8' | Kevin Calderon |

| 29' · 48' · 73' · 94' | Cristian Martínez Ronaldo Dinolis Jesús González Saul Espinosa |

| Principal  | Ameth Sánchez      |
| Asistentes | Alejandro Camarena |
|            | Jorginho Vásquez   |
| Cuarto     | John Pittí         |

| 12    | Guardameta     | José Guerra     |     |
| 8     | Defensa        | Kevin Calderón  |     |
| 22    | Defensa        | Sergio Ramírez  |     |
| 3     | Defensa        | Dámaso Pichón   | 80' |
| 27    | Defensa        | Iván Anderson   |     |
| 14    | Centrocampista | Jean Montenegro |     |
| 8     | Centrocampista | Daniel Santa    | 45' |
| 32    | Centrocampista | Marlon Navas    | 45' |
| 37    | Delantero      | Jorge Méndez    |     |
| 19    | Delantero      | Jair Catuy      |     |
| 10    | Delantero      | Jamel González  | 63' |
| D. T. | D. T.          | Gary Stempel    |     |

| 42    | Guardameta     | Saúl Espinosa     |     |
| 21    | Defensa        | Samir Ramírez     |     |
| 30    | Defensa        | Manuel Gamboa     |     |
| 23    | Defensa        | Emmanuel Chanis   |     |
| 4     | Defensa        | José Rivas        |     |
| 7     | Centrocampista | Cristian Martínez |     |
| 8     | Centrocampista | Rodolfo Vega      |     |
| 10    | Centrocampista | Ricardo Buitrago  |     |
| 20    | Delantero      | José Murillo      |     |
| 9     | Delantero      | Ronaldo Dinolis   | 61' |
| 11    | Delantero      | Marlon Ávila      | 89' |
| D. T. | D. T.          | Jorge Dely Valdés |     |

| 7  | Centrocampista | Nilson Espinoza | 45' |
| 15 | Centrocampista | Lilio Mena      | 45' |
| 9  | Delantero      | Abdel Aguilar   | 63' |
| 11 | Delantero      | Carlos Zúñiga   | 80' |

| 17 | Delantero      | Jesús González    | 61' |
| 6  | Centrocampista | Joel Lara         | 79' |
| 2  | Defensa        | Guillermo Benítez | 89' |

| 18' | Jair Catuy | 1:0 |

| 24' · 60' | Manuel Gamboa Ronaldo Dinolis | 1:1 1:2 |

| 8' | Kevin Calderon |

| 29' · 48' · 73' · 94' | Cristian Martínez Ronaldo Dinolis Jesús González Saul Espinosa |

| Principal  | Ameth Sánchez      |
| Asistentes | Alejandro Camarena |
|            | Jorginho Vásquez   |
| Cuarto     | John Pittí         |

|                                       |
|                                       |
| C. D. Plaza Amador Campeón 7.° título |

## Estadísticas

### Máximos goleadores
Lista con los máximos goleadores de la competencia.
| 1.º                                      |  | Jair Catuy          | Universitario          | 11 |
| 2.º                                      |  | Isidoro Hinestroza  | San Francisco          | 7  |
| 3.º                                      |  | Luis Tejada         | Herrera                | 6  |
| 3.º                                      |  | Ronaldo Dinolis     | Plaza Amador           | 6  |
| 4.º                                      |  | Dwann Oliveira      | Veraguas               | 5  |
| 4.º                                      |  | David Contreras     | Atlético Independiente | 5  |
| 4.º                                      |  | Ismael Díaz         | Tauro                  | 5  |
| 4.º                                      |  | Ervin Zorrilla      | Veraguas               | 5  |
| 5.º                                      |  | Manuel Gamboa       | Plaza Amador           | 4  |
| 5.º                                      |  | Alexis Corpas       | Sporting San Miguelito | 4  |
| 5.º                                      |  | Nilson Espinoza     | Universitario          | 4  |
| 5.º                                      |  | Luis Pereira        | Atlético Chiriquí      | 4  |
| 5.º                                      |  | Chamell Asprilla    | Árabe Unido            | 4  |
| 6.º                                      |  | Samir Ramírez       | Plaza Amador           | 3  |
| 6.º                                      |  | Sergio Cunningham   | Veraguas               | 3  |
| 6.º                                      |  | Rafael Águila       | Atlético Independiente | 3  |
| 6.º                                      |  | Víctor Ávila        | Veraguas               | 3  |
| 6.º                                      |  | Efrain Bristan      | Árabe Unido            | 3  |
| 6.º                                      |  | Ricardo Buitrago    | Plaza Amador           | 3  |
| 6.º                                      |  | Alessandro Canales  | Deportivo del Este     | 3  |
| 6.º                                      |  | Ricardo Clarke      | Sporting San Miguelito | 3  |
| 6.º                                      |  | Diego Gonzalez      | Deportivo del Este     | 3  |
| 6.º                                      |  | Guido Rouse         | Atlético Independiente | 3  |
| 6.º                                      |  | Miguel Saavedra     | Atlético Chiriquí      | 3  |
| 6.º                                      |  | Cesar Yanis         | Deportivo del Este     | 3  |
| 7.º                                      |  | Iván Anderson       | Universitario          | 2  |
| 7.º                                      |  | Jorlian Sánchez     | Sporting San Miguelito | 2  |
| 7.º                                      |  | Cristian Zúñiga     | San Francisco          | 2  |
| 7.º                                      |  | Gabriel Ávila       | Atlético Chiriquí      | 2  |
| 7.º                                      |  | Julio Caicedo       | Herrera                | 2  |
| 7.º                                      |  | Ricaurte Barsallo   | Alianza                | 2  |
| 7.º                                      |  | Daniel Camacho      | Atlético Independiente | 2  |
| 7.º                                      |  | Saed Díaz           | Tauro                  | 2  |
| 7.º                                      |  | Andrick Edwards     | Herrera                | 2  |
| 7.º                                      |  | Franklin Escobar    | Atlético Chiriquí      | 2  |
| 7.º                                      |  | Tulio Etchemaite    | Veraguas               | 2  |
| 7.º                                      |  | Jose Gomez          | Atlético Chiriquí      | 2  |
| 7.º                                      |  | Jesús González      | Plaza Amador           | 2  |
| 7.º                                      |  | Yeison Gonzalez     | Árabe Unido            | 2  |
| 7.º                                      |  | Fernando Guerrero   | Alianza                | 2  |
| 7.º                                      |  | Luis Hurtado        | Plaza Amador           | 2  |
| 7.º                                      |  | Ovidio López        | Plaza Amador           | 2  |
| 7.º                                      |  | César Medina        | Alianza                | 2  |
| 7.º                                      |  | Manuel Moran        | Herrera                | 2  |
| 7.º                                      |  | Marlon Navas        | Universitario          | 2  |
| 7.º                                      |  | Armando Polo        | Atlético Independiente | 2  |
| 7.º                                      |  | Andrés Rodríguez    | Sporting San Miguelito | 2  |
| 7.º                                      |  | Erick Rodríguez     | Veraguas               | 2  |
| 7.º                                      |  | Richard Rodríguez   | Sporting San Miguelito | 2  |
| 7.º                                      |  | Everardo Rose       | Atlético Chiriquí      | 2  |
| 7.º                                      |  | Enrico Small        | Alianza                | 2  |
| 7.º                                      |  | Jhon Trujillo       | Alianza                | 2  |
| 7.º                                      |  | Juan Villalobos     | Árabe Unido            | 2  |
| 7.º                                      |  | Arnold Villareal    | Atlético Chiriquí      | 2  |
| 7.º                                      |  | Ronnie Villareal    | Herrera                | 2  |
| 8.º                                      |  | Carlos Zúñiga       | Universitario          | 1  |
| 8.º                                      |  | Adonis Villanueva   | Deportivo del Este     | 1  |
| 8.º                                      |  | Anel Rojas          | Plaza Amador           | 1  |
| 8.º                                      |  | Javier Rivera       | Atlético Chiriquí      | 1  |
| 8.º                                      |  | Sergio Ramírez      | Universitario          | 1  |
| 8.º                                      |  | José Quiroz         | Herrera                | 1  |
| 8.º                                      |  | Jean Montenegro     | Universitario          | 1  |
| 8.º                                      |  | Cristian Martínez   | Plaza Amador           | 1  |
| 8.º                                      |  | Alexis Palacios     | Atlético Independiente | 1  |
| 8.º                                      |  | Heuyín Guardia      | Alianza                | 1  |
| 8.º                                      |  | Héctor Hurtado      | Atlético Independiente | 1  |
| 8.º                                      |  | Rudy Yearwood       | Alianza                | 1  |
| 8.º                                      |  | Uziel Maltez        | Atlético Independiente | 1  |
| 8.º                                      |  | Jorge Clement       | Tauro                  | 1  |
| 8.º                                      |  | Juan González       | Herrera                | 1  |
| 8.º                                      |  | Andrés Peñalba      | Herrera                | 1  |
| 8.º                                      |  | Edwin Aguilar       | Tauro                  | 1  |
| 8.º                                      |  | Cristian Quintero   | Tauro                  | 1  |
| 8.º                                      |  | Jamel González      | Universitario          | 1  |
| 8.º                                      |  | Moisés Arce         | Sporting San Miguelito | 1  |
| 8.º                                      |  | Lid Carabali        | Atlético Chiriquí      | 1  |
| 8.º                                      |  | Ángel Castillo      | San Francisco          | 1  |
| 8.º                                      |  | Juan Díaz           | San Francisco          | 1  |
| 8.º                                      |  | Edgar Cuningham     | Árabe Unido            | 1  |
| 8.º                                      |  | Juan De Gracia      | Herrera                | 1  |
| 8.º                                      |  | Jorge Méndez        | Universitario          | 1  |
| 8.º                                      |  | Kevin Calderón      | Universitario          | 1  |
| 8.º                                      |  | Valentín Pimentel   | Deportivo del Este     | 1  |
| 8.º                                      |  | Jhamal Rodríguez    | San Francisco          | 1  |
| 8.º                                      |  | Gabriel Pusula      | Deportivo del Este     | 1  |
| 8.º                                      |  | Kevin Flores        | Herrera                | 1  |
| 8.º                                      |  | Daniel Santa        | Universitario          | 1  |
| 8.º                                      |  | Dámaso Pichón       | Universitario          | 1  |
| 8.º                                      |  | Víctor Griffith     | Árabe Unido            | 1  |
| 8.º                                      |  | Yoameth Murillo     | Deportivo del Este     | 1  |
| 8.º                                      |  | Zabdiel Vega        | Atlético Chiriquí      | 1  |
| 8.º                                      |  | Alcides De Los Ríos | Deportivo del Este     | 1  |
| 8.º                                      |  | Jean Sánchez        | San Francisco          | 1  |
| 8.º                                      |  | Edgar Gondola       | Deportivo del Este     | 1  |
| 8.º                                      |  | Gabriel Gómez       | Sporting San Miguelito | 1  |
| 8.º                                      |  | Diomedes Lucero     | Sporting San Miguelito | 1  |
| 8.º                                      |  | Víctor Medina       | Tauro                  | 1  |
| 8.º                                      |  | Edwin Saldivar      | Herrera                | 1  |
| 8.º                                      |  | Daniel Ortega       | Atlético Chiriquí      | 1  |
| 8.º                                      |  | Wesley Acosta       | Atlético Independiente | 1  |
| 8.º                                      |  | Jesús Araya         | Veraguas               | 1  |
| 8.º                                      |  | Marcos Sánchez      | Árabe Unido            | 1  |
| 8.º                                      |  | Francisco Palacios  | San Francisco          | 1  |
| Última actualización: 29 de mayo de 2021 |  |                     |                        |    |

### Autogoles
| Juan Gallego                              | Club Deportivo del Este | Deportivo Árabe Unido  | 1:0 | 13' | 20/02/2021 |
| Edgar Cumningham                          | Deportivo Árabe Unido   | Tauro F. C.            | 1:0 | 12' | 27/02/2021 |
| Eduardo Anderson                          | Alianza F. C.           | C. D. Plaza Amador     | 1:0 | 17' | 16/03/2021 |
| Eric Rowe                                 | Deportivo Árabe Unido   | Sporting San Miguelito | 3:2 | 61' | 17/03/2021 |
| Última actualización: 16 de marzo de 2021 |                         |                        |     |     |            |

### Tripletes o póker
Lista de jugadores que anoten triplete en un partido.
| Jair Catuy                               | C. D. Universitario | Herrera F. C. | 4:0 | 24' 55' 60' | 17/03/2020 |
| Última actualización:17 de marzo de 2021 |                     |               |     |             |            |

### Once Ideal de la temporada
La Liga Panameña de Fútbol determina, a final de temporada, a través de equipo de trabajo, el once ideal de la temporada.
| POR            | DEF                                                    | MED                                                                      | DEL        |
| -------------- | ------------------------------------------------------ | ------------------------------------------------------------------------ | ---------- |
| Alex Rodríguez | Kevin Calderón Jesús Araya Manuel Gamboa Iván Anderson | Juan González Ricardo Buitrago Pedro Jeanine Rodolfo Vega Dwann Oliveira | Jair Catuy |

| Jugador          | Equipo                  |
| ---------------- | ----------------------- |
| Alex Rodríguez   | Sporting San Miguelito  |
| Kevin Calderón   | C. D. Universitario     |
| Jesús Araya      | Veraguas C. D.          |
| Manuel Gamboa    | C. D. Plaza Amador      |
| Iván Anderson    | C. D. Universitario     |
| Juan González    | Herrera F. C.           |
| Ricardo Buitrago | C. D. Plaza Amador      |
| Pedro Jeanine    | Club Deportivo del Este |
| Rodolfo Vega     | C. D. Plaza Amador      |
| Dwann Oliveira   | Veraguas C. D.          |
| Jair Catuy       | C. D. Universitario     |

### Récords
- Primer gol de la temporada: Jornada 1; Rafael Águila del Club Atlético Independiente vs. Herrera F. C. (18 de febrero de 2021)

- Último gol de la temporada: Final; Ronaldo Dinolis del C. D. Plaza Amador vs. C. D. Universitario (29 de mayo de 2021)

- Gol más tempranero: Minuto 2; Isidoro Hinestroza del San Francisco F. C. vs. CD Universitario (27 de febrero de 2021)

- Gol más tardío: Minuto 91; Luis Pereira del Atlético Chiriquí vs. San Francisco F. C. (19 de febrero de 2021)

- Mayor número de goles marcados en un partido: 8 goles; (4 - 4) San Francisco F. C. vs. Atlético Chiriquí (19 de febrero de 2021)

- Partido con más penaltis a favor de un equipo: 2 penales; (4 - 4) Atlético Chiriquí vs. San Francisco F. C. (19 de febrero de 2021)

- Mayor victoria local: 4 - 0; C. D. Universitario vs. Herrera F. C. (17 de marzo de 2021) 
3 - 0; C. D. Plaza Amador vs. Tauro F. C. (20 de febrero de 2021)

- Mayor victoria visitante: 1 - 5; C. D. Universitario vs. Veraguas C. D. (21 de febrero de 2021)

## Clasificación aLiga Concacaf 2021

### Tabla Acumulada Clausura 2020/Apertura 2021
| Pos. | Equipo                  | Pts. | PJ | G  | E  | P  | GF | GC | Dif. | Clasificación 2021                          |
| ---- | ----------------------- | ---- | -- | -- | -- | -- | -- | -- | ---- | ------------------------------------------- |
| 1    | C. A. Independiente     | 45   | 25 | 13 | 6  | 6  | 34 | 19 | +15  | Acceso a Octavos de final de Liga Concacaf. |
| 2    | C. D. Plaza Amador      | 40   | 25 | 10 | 10 | 5  | 27 | 19 | +8   | Acceso a Octavos de final de Liga Concacaf. |
| 3    | Club Deportivo del Este | 33   | 25 | 7  | 12 | 6  | 26 | 23 | +3   |                                             |
| 4    | Tauro F. C.             | 33   | 25 | 8  | 9  | 8  | 23 | 25 | −2   |                                             |
| 5    | C. D. Universitario     | 33   | 25 | 8  | 9  | 8  | 28 | 33 | −5   | Acceso a Ronda preliminar de Liga Concacaf. |
| 6    | Sporting San Miguelito  | 31   | 25 | 8  | 7  | 10 | 27 | 31 | −4   |                                             |
| 7    | Alianza F. C.           | 28   | 25 | 5  | 13 | 7  | 25 | 25 | 0    |                                             |
| 8    | Deportivo Árabe Unido   | 28   | 25 | 6  | 10 | 9  | 25 | 31 | −6   |                                             |
| 9    | Veraguas C. D.          | 26   | 16 | 6  | 8  | 2  | 20 | 19 | +1   |                                             |
| 10   | Herrera F. C.           | 25   | 16 | 7  | 4  | 5  | 20 | 16 | +4   |                                             |
| 11   | San Francisco F. C.     | 25   | 25 | 5  | 10 | 10 | 22 | 27 | −5   |                                             |
| 12   | Atlético Chiriquí       | 23   | 25 | 5  | 8  | 12 | 29 | 38 | −9   | Último lugar.                               |

 Fuente: [cita requerida]
| Simbología |
| --- |
| Pos – Posición; PJ – Partidos Jugados; PG - Partidos Ganados; PE - Partidos Empatados; PP - Partidos Perdidos; GF – Goles a Favor; GC – Goles en Contra; DIF – Diferencia de Goles; PTS - Puntos. |

Temporada 2021
| Clasificado como | Liga Concacaf 2021          |
| ---------------- | --------------------------- |
| Panamá 1         | Club Atlético Independiente |
| Panamá 2         | CD Plaza Amador             |
| Panamá 3         | CD Universitario            |